# Блакитні міста
«Блакитні міста» (рос. «Голубые города») — російський радянський телевізійний фільм-концерт на музику  Андрія Петрова, створений режисером Олександром Бєлінським у 1985 році.

## Сюжет
Фільм-концерт. У фільмі прозвучали пісні та мелодії з кінофільмів композитора  Андрія Петрова, та на вірші поетів:  Белли Ахмадуліної,  Юлії Друніної,  Євгена Євтушенка,  Льва Кукліна,  Григорія Поженяна,  Ельдара Рязанова,  Кіма Рижова,  Соломона Фогельсона,  Марини Цвєтаєвої і  Геннадія Шпалікова

## У ролях
- Галі Абайдулов — артист балету
- Андрій Босов — артист балету
- Михайло Боярський — співак
- Нані Брегвадзе — співачка
- Валентина Ганібалова — артистка балету
- Галина Закруткіна — співачка
- Микола Караченцов — співак
- Кирило Лавров —  ведучий
- Ірина Муравйова — співачка
- Ірина Понаровська — співачка
- Едіта П'єха — співачка
- Людмила Сенчина — співак
- Євгенія Симонова — співачка
- Олена Соловей — співачка
- Едуард Хіль — співак

## Творці фільму
- Режисер і сценарист:  Олександр Бєлінський
- Оператор: Роман Черняк
- Художник:  Микола Субботін
- Композитор:  Андрій Петров